# Astrid Kjellberg-Juel
Astrid Kjellberg-Juel, född 15 juli 1877 i Oskarshamn död 1 augusti 1965, var en svensk målare, grafiker och författare.
Hon var dotter till ingenjören Oscar Emil Kjellberg och hans hustru Hulda Mathilda och från 1902 gift med författaren Erik Juel. Hon var mor till Lisbet Juel och Brita Juel-Soop (1904–1997). Hon studerade konst för Julius Kronberg, Oscar Björck och Georg von Rosen vid Konstakademien i Stockholm, samt etsning för Axel Tallberg. Därefter företog hon några studieresor till Tyskland, Italien, Belgien, Nederländerna och Paris. Efter sitt giftermål var hon bosatt några år i Köpenhamn där hon medverkade i den danska konstakademiens utställningar. Efter att hon flyttat till Tyskland 1915 öppnade hon en målarskola i Berlin samtidigt som hon förestod en målarskola i Stockholm 1917–1920. Hon anställdes som lärare i teckning och konsthistoria vid Franska skolan i Stockholm 1920 där hon blev kvar fram till sin pension. Hon var en av initiativtagarna till föreningen Svensk konst för varor som under krigsåren fick en stor praktisk betydelse för många svenska konstnärer. I Sverige medverkade hon i grupp- och samlingsutställningar med Svenska konstnärernas förening, separat ställde hon ut på bland annat Blanchs konstsalong i Stockholm och Norrköpings konstmuseum. Hennes tidigare konst består till stor del av genremässiga figurmålningar medan den senare konsten består av porträtt utförda i olja eller pastell. Juel är representerad vid Gripsholm, Moderna museet, Växjö museum och Kalmar konstmuseum. Hon är begravd på Norra begravningsplatsen utanför Stockholm.